# Форсайт, Сесил
Сесил Форсайт (англ. Cecil Forsyth; 30 ноября 1870, Гринвич — 7 декабря 1941, Нью-Йорк) — британский композитор, музыковед и альтист.

## Биография
Учился в Эдинбургском университете (1888-1891), затем c 1896 года в Королевском колледже музыки у Хьюберта Парри и Чарльза Вильерса Стэнфорда (впоследствии выступил соавтором Стэнфорда по книге «История музыки», 1916). Играл на альте в Оркестре Квинс-холла. В 1914 г. поступил на работу в американское музыкальное издательство The H.W. Gray Co. и перебрался в США, где и провёл вторую половину жизни.
Композиторское наследие Форсайта включает ряд произведений для альта, из которых наиболее известен концерт для альта с оркестром, премьера которого состоялась в рамках Променадных концертов 1903 года, солировал Эмиль Ферир (в 2004 году концерт записан Лоуренсом Пауэром для лейбла Hyperion Records). Двумя годами позже Генри Вуд представил на Променадных концертах оркестровую сюиту Форсайта «Четыре этюда из Виктора Гюго» (англ. Four Studies from Victor Hugo, на темы романа «Отверженные»). Форсайту принадлежат также оперы «Вперёд, на Запад!» (англ. Westward Ho!, по роману Ч. Кингсли) и «Золушка», кантата «Ода соловью» (англ. The Ode to a Nightingale; 1894, по стихотворению Джона Китса), ряд вокальных и хоровых сочинений, из которых популярностью пользовалась шуточная баллада «Старый дедушка Коль» (англ. Old King Cole; 1912, по известному детскому стихотворению о легендарном короле Коле Старом).
Опубликовал книгу об английской опере «Музыка и национализм» (англ. Music and Nationalism; 1911), написанную с ультрашовинистических позиций:
Где иностранный музыкант, там враг. <…> Он является к нам с единственной целью: за деньгами, которые он может забрать к себе на континент, и он отлично знает, что надёжнейший способ укрепиться здесь — это лишить нашу музыку национальности.
Форсайту принадлежат также учебники по оркестровке (1914, ряд переизданий) и хоральной оркестровке (1920), пособие «Современная игра на скрипке» (англ. Modern violin-playing; 1920, совместно с С. Б. Гримсоном).